# Municipio de Little Blue (Kansas)
El municipio de Little Blue (en inglés: Little Blue Township) es un municipio ubicado en el condado de Washington en el estado estadounidense de Kansas. En el año 2010 tenía una población de 76 habitantes y una densidad poblacional de 0,82 personas por km².

## Geografía
El municipio de Little Blue se encuentra ubicado en las coordenadas 39°46′49″N 96°51′46″O / 39.78028, -96.86278. Según la Oficina del Censo de los Estados Unidos, el municipio tiene una superficie total de 93.01 km², de la cual 92,01 km² corresponden a tierra firme y (1.07 %) 1 km² es agua.

## Demografía
Según el censo de 2010, había 76 personas residiendo en el municipio de Little Blue. La densidad de población era de 0,82 hab./km². De los 76 habitantes, el municipio de Little Blue estaba compuesto por el 97,37 % blancos, el 2,63 % eran de otras razas. Del total de la población el 2,63 % eran hispanos o latinos de cualquier raza.